# UFC Fight Night: Barboza vs. Lee
UFC Fight Night: Barboza vs. Lee fue un evento de artes marciales mixtas organizado por Ultimate Fighting Championship que se llevó a cabo el 21 de abril de 2018 en el Boardwalk Hall en Atlantic City, New Jersey.

## Historia
El evento estelar contó con el combate de peso ligero entre Edson Barboza y Kevin Lee.
El evento coestelar contó con el combate de peso pluma entre Frankie Edgar y Cub Swanson.

## Premios extra
Cada peleador recibió un bono de $50,000.
- Pelea de la Noche: Ricky Simon vs. Merab Dvalishvili
- Actuación de la Noche: David Branch y Siyar Bahadurzada